# طرخشقون قصير النصيل
طرخشقون قصير النصيل (الاسم العلمي:Taraxacum brevirostre) هو نوع من النباتات يتبع جنس الطرخشقون من الفصيلة النجمية.